# Cuthred de Wessex
Cuthred o Cuþræd Rey de Wessex desde 740 (739 de acuerdo con el historiador Simeon de Durham, o 741 según John de Worcester) hasta 756. Sucedió a Aethelheard de Wessex, quien se cree que era su hermano.
Cuthred heredó el reino cuando Mercia acababa de alcanzar su apogeo como el reino anglosajón más importante de la época. Ambos reinos a menudo estaban en guerra, Ethelbaldo de Mercia se convirtió en protector de Wessex y convenció a Cuthred para luchar juntos contra los galeses en 743.
Cuthred se enfrentó durante su reinado a varios problemas y episodios traumáticos.  En 748, el hijo de Cuthred, Cynric fue asesinado en un motín. En 750 tuvo que sofocar una rebelión.
En 752, Cuthred se rebeló contra el rey de Mercia, Ethelbaldo en la  batalla de  Edge, en Burford y se aseguró la independencia de Wessex durante todo su reinado. El año siguiente también batalló sin un resultado claro contra el reino de Cornualles. Cuthred murió en el año 756.  